# Redouan El Yaakoubi
Redouan El Yaakoubi (Utrecht, 25 de enero de 1996) es un futbolista neerlandés que juega como defensa en el RKC Waalwijk de la Eredivisie.

## Trayectoria
Jugó en la cantera del USV Elinkwijk. En 2015, se incorporó al club Hoofdklasse VV De Meern. Con De Meern, ascendido a la Derde Divisie. En mayo de 2017, tras haber decidido inicialmente marcharse al DVS '33, optó por fichar por el F. C. Utrecht dirigido por el entrenador Erik ten Hag. Debutó en la Eerste Divisie con el Jong FC Utrecht el 25 de agosto de 2017 en un partido contra el FC Dordrecht.
Después de seis partidos con el equipo de reserva en la Eerste Divisie, firmó su primer contrato profesional con el FC Utrecht; un acuerdo de dos años y medio con opción a una temporada adicional. Sin embargo, en julio de 2019 firmó por dos años con el SC Telstar Velsen.
El 6 de abril de 2021 firmó un contrato de dos años con el Excelsior Róterdam con opción a una temporada adicional.

## Vida personal
Nacido en los Países Bajos, es de ascendencia marroquí.

## Estadísticas

### Clubes
Actualizado al último partido disputado el 25 de febrero de 2024.
| Club                              | Div.          | Temporada     | Liga  | Liga  | Copas nacionales | Copas nacionales | Copas internacionales | Copas internacionales | Total | Total |
| Club                              | Div.          | Temporada     | Part. | Goles | Part.            | Goles            | Part.                 | Goles                 | Part. | Goles |
| --------------------------------- | ------------- | ------------- | ----- | ----- | ---------------- | ---------------- | --------------------- | --------------------- | ----- | ----- |
| Excelsior Róterdam · Países Bajos | 2.ª           | 2017-18       | 26    | 0     | 0                | 0                | ―                     | ―                     | 26    | 0     |
| Excelsior Róterdam · Países Bajos | 2.ª           | 2018-19       | 19    | 0     | 0                | 0                | ―                     | ―                     | 19    | 0     |
| SC Telstar Velsen · Países Bajos  | 2.ª           | 2019-20       | 22    | 0     | 1                | 0                | ―                     | ―                     | 23    | 0     |
| SC Telstar Velsen · Países Bajos  | 2.ª           | 2020-21       | 35    | 0     | 1                | 0                | ―                     | ―                     | 36    | 0     |
| SC Telstar Velsen · Países Bajos  | Total club    | Total club    | 57    | 0     | 2                | 0                | 0                     | 0                     | 59    | 0     |
| Excelsior Rotérdam · Países Bajos | 2.ª           | 2021-22       | 39    | 6     | 2                | 0                | ―                     | ―                     | 41    | 6     |
| Excelsior Rotérdam · Países Bajos | 1.ª           | 2022-23       | 33    | 3     | 1                | 0                | ―                     | ―                     | 34    | 3     |
| Excelsior Rotérdam · Países Bajos | 1.ª           | 2023-24       | 20    | 0     | 3                | 0                | —                     | —                     | 23    | 0     |
| Excelsior Rotérdam · Países Bajos | Total club    | Total club    | 137   | 9     | 6                | 0                | 0                     | 0                     | 143   | 9     |
| Total carrera                     | Total carrera | Total carrera | 194   | 9     | 8                | 0                | 0                     | 0                     | 202   | 9     |